# Pseudosarcopera
Pseudosarcopera là một chi thực vật có hoa trong họ Marcgraviaceae.

## Loài
Chi Pseudosarcopera gồm các loài: